# Bandera de Honduras
La bandera de Honduras fue creada el 16 de febrero de 1866, siendo presidente de la República José María Medina. Está basada en la bandera de las antiguas Provincias Unidas del Centro de América, la cual a su vez estaba basada en la bandera de las Provincias Unidas del Río de la Plata, el primer Estado-nación argentino. Según su decreto constitutivo, la bandera consta de tres franjas horizontales del mismo tamaño, de color azul turquesa las exteriores y blanca la central; en el centro de la franja blanca figuran cinco estrellas del mismo color azul.
Las estrellas simbolizan a los cinco países que formaron la antigua Federación Centroamericana —Costa Rica, El Salvador, Guatemala, Honduras y Nicaragua— y el ideal de la unión de Centroamérica. La bandera nacional es descrita en el coro del Himno Nacional de Honduras.
En la práctica, la bandera ha sido tradicionalmente confeccionada en diferentes tonos de azul, sobre todo tonos oscuros. Es a partir del 2022 que el gobierno y las Fuerzas Armadas han comenzado a representar la bandera en color azul turquesa, luego de que la Universidad Nacional Autónoma de Honduras tomara esa decisión en 2020.

## Historia

### Antecedentes
Honduras, como parte de las Provincias Unidas del Centro de América, adoptó la bandera y el escudo de armas aprobados por la Asamblea Nacional Constituyente de Centroamérica: 

«El pabellón nacional para los puertos y para toda clase de buques pertenecientes a este nuevo estado constará de tres fajas horizontales, azules la superior e inferior, y blanca la del centro en la cual irá dibujado el escudo que designa el artículo 1º. En los gallardetes las fajas se colocarán perpendicularmente por el orden expresado. Del mismo pabellón usarán los enviados de este gobierno a las naciones extranjeras. En los buques mercantes las banderas y gallardetes no llevarán escudo, y en la faja del centro se escribirá con letras de plata: DIOS, UNIÓN, LIBERTAD.»
Artículo 4º del decreto No. 29. del 21 de agosto de 1823.

Con la creación de la República Federal de Centroamérica se modificó el escudo usado al centro de la bandera. Tras su disolución, el 8 de noviembre de 1849, los Estados de El Salvador, Honduras y Nicaragua acordaron otro Pacto de Confederación, y el 22 de abril de 1851 una representación integrada por dos nicaragüenses, un hondureño y dos salvadoreños, reunida en Chinandega, cabecera del departamento del mismo nombre decretó obligatoria la ya conocida bandera azul y blanca, pero el escudo de la antigua Confederación de Centroamérica fue modificado, constando ahora de una sierra de 3 volcanes.
Antecesoras

Bandera de la Capitanía General de Guatemala (1542-1821)
Bandera del Primer Imperio Mexicano (1821-1823)
Bandera de las Provincias Unidas del Centro de América (1823-1824)
Bandera de la República Federal de Centroamérica (1825-1839)
Bandera de Honduras (1839-1866)
Bandera de 1866 utilizada hasta 1898
Versión alternativa de la bandera de 1866.
Bandera de la República de América Central
Versión de 1898-1949
Versión de 1949-2022

### Creación
La Bandera Nacional fue creada por el decreto legislativo n.º 7, del 16 de febrero de 1866, publicado en el Boletín Legislativo de Comayagua n.º 4 del 6 de marzo del mismo año, siendo presidente de la República José María Medina. También el Escudo Nacional fue modificado, sustituyendo el gorro frigio por un sol poniente. En el decreto se lee:

...
«Art. 1º. El pabellón de la República de Honduras, llevará como el de la antigua federación centroamericana, dos fajas azules y una blanca en medio, colocadas horizontalmente, y además, un grupo de cinco estrellas azules, de cinco ángulos salientes, en el centro del campo blanco.

Art. 2º. Las fajas del pabellón serán de tres a cuatro varas de longitud y de nueve pulgadas de latitud.

Art. 3º. La bandera antedicha será mercante. La de guerra llevará las mismas dimensiones y colores; y además el escudo de armas en cinco estrellas bajo el mismo escudo, colocadas en forma semicircular».

...

## República Mayor de Centro América

Bandera de la República Mayor de Centroamérica (1895-1898).

Al asumir la presidencia de Nicaragua, el general José Santos Zelaya López (1893), se decidió a trabajar por el reaparecimiento de la Patria Centroamericana, aprovechando su amistad con los entonces presidente de Honduras y El Salvador. El 20 de junio de 1895, los plenipotenciarios de estos países suscribieron el Pacto de Amapala (ratificado el 3 de agosto de 1895) para unir dichos Estados en una sola entidad política bajo el nombre de República Mayor de Centroamérica. En el artículo once de dicho convenio se adopta la bandera y el escudo de armas de la antigua federación, variando únicamente la divisa o leyenda. La Federación llegó a su fin el 13 de noviembre de 1898, por lo que Honduras volvió a usar su bandera y escudo nacionales anteriores.

### Modificación
El viernes 26 de enero de 1949, siendo presidente el doctor Juan Manuel Gálvez, se publicó en el diario oficial La Gaceta (n.º 13716) el Decreto Legislativo n.º 29 del 18 del mismo mes, que reformó el Decreto n.º 7 de 1866. En el mismo se lee: 

...

«Considerando: [...] que el tamaño de la Bandera, de conformidad con las medidas anotadas, resulta del todo desproporcionada e inconveniente, por lo que no se conoce una sola que responda a las exigencias legales.
 
[...] Que por ser diversas las tonalidades de los colores, difieren en el color azul los distintos pabellones en uso. Y que como no se determina con precisión la disposición en que deben ser colocadas las estrellas, se observa falta de uniformidad en este aspecto.

[...] Que por ser de distintas clases los usos de la Bandera, conviene establecer para ella dimensiones variables, atendiéndose principalmente a la proporcionalidad; y

[...] Que no hay razón atendible para que se establezca diferencia entre la Bandera Mercante y la de Guerra en sus dimensiones y color.
Por Tanto, decreta:
Artículo 1º.- Reformar el Decreto Legislativo No. 7 del 16 de febrero de 1866, que crea la Bandera Nacional, el cual se leerá así:

Art. 1º.- La Bandera Nacional de Honduras constará de tres franjas iguales y horizontales, la superior y la inferior de  color azul turquesa, la del centro blanca y llevará en medio cinco estrellas de cinco ángulos salientes del mismo color azul, formando con cuatro de ellas un cuadrilongo paralelo a las franjas, siendo colocada la restante al centro del mismo cuadrilátero. El ancho del conjunto de las tres franjas deberá ser contenido dos veces en la longitud.

Art. 2º.- La Bandera de Guerra será del mismo ancho y longitud de la descrita en el artículo anterior con las demás condiciones que prescribe en el Artículo 1,682 de la Ordenanza Militar vigente.

Art. 3º.- En la Bandera Nacional Mercante no se usarán inscripciones de ninguna clase.

Art. 4º.- Facultar al Poder Ejecutivo para que reglamente el uso de la Bandera que se instituye.»

...

## Día de la Bandera

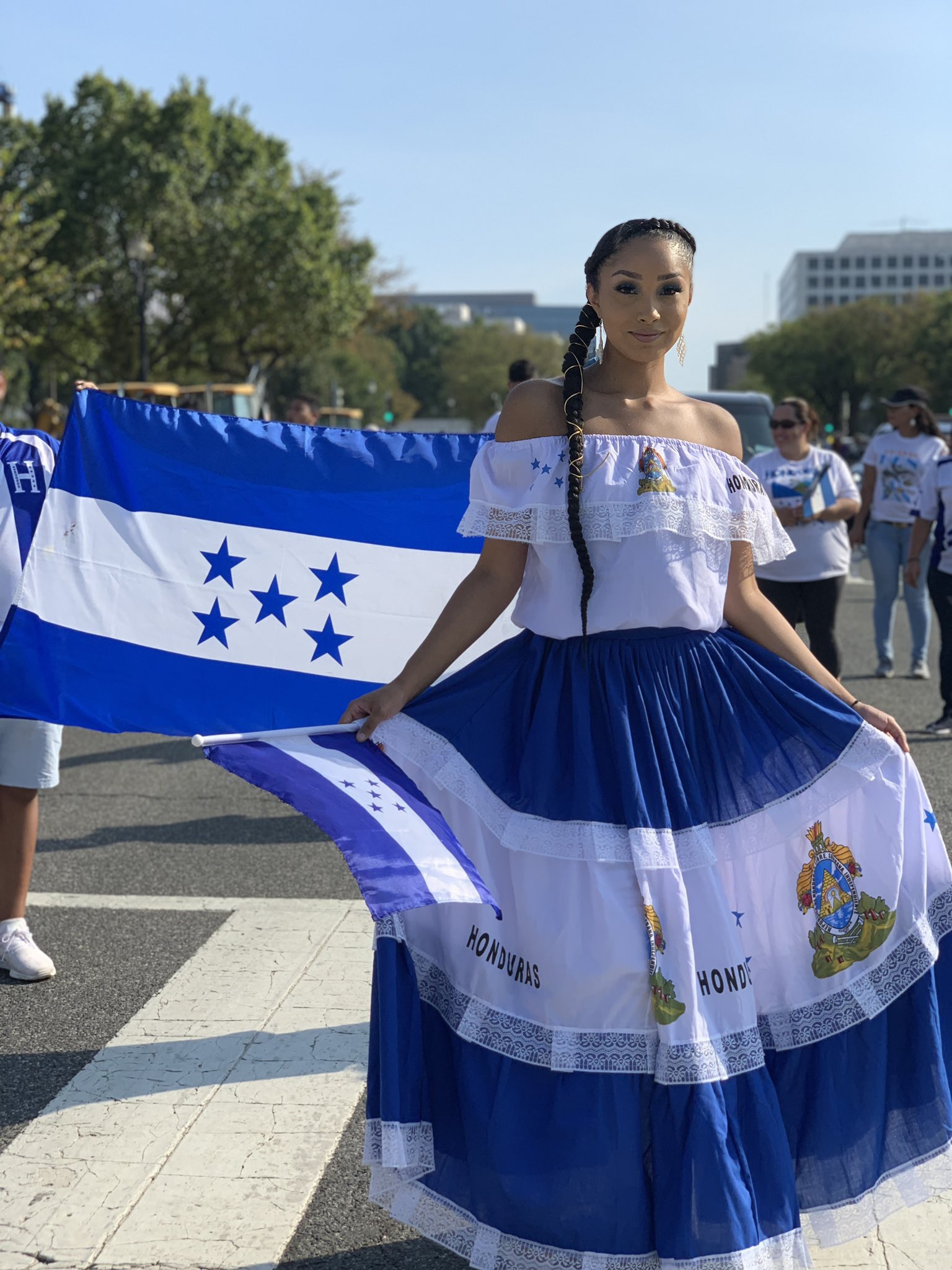
Mujer usando una falda con los colores de la bandera.

El Decreto Legislativo número 84-95 del 23 de mayo de 1995, declaró el 1 de septiembre de cada año como «Día de la Bandera Nacional»:

...

«Art. 1º.- Institúyese el uno de septiembre de cada año, como Día de la Bandera Nacional de la República de Honduras, en esta fecha todas las instituciones del Estado, civiles y militares, lo mismo que la ciudadanía en general, deberán rendir tributo de veneración y respeto a la Bandera de la Patria.
 
Art. 2º.- Derogar el Decreto Número 5, de fecha 7 de junio de 1943, mediante el cual se instituyó el 14 de junio de cada año, como el día consagrado a la Bandera Nacional de Honduras.»

...

## Controversia sobre el color

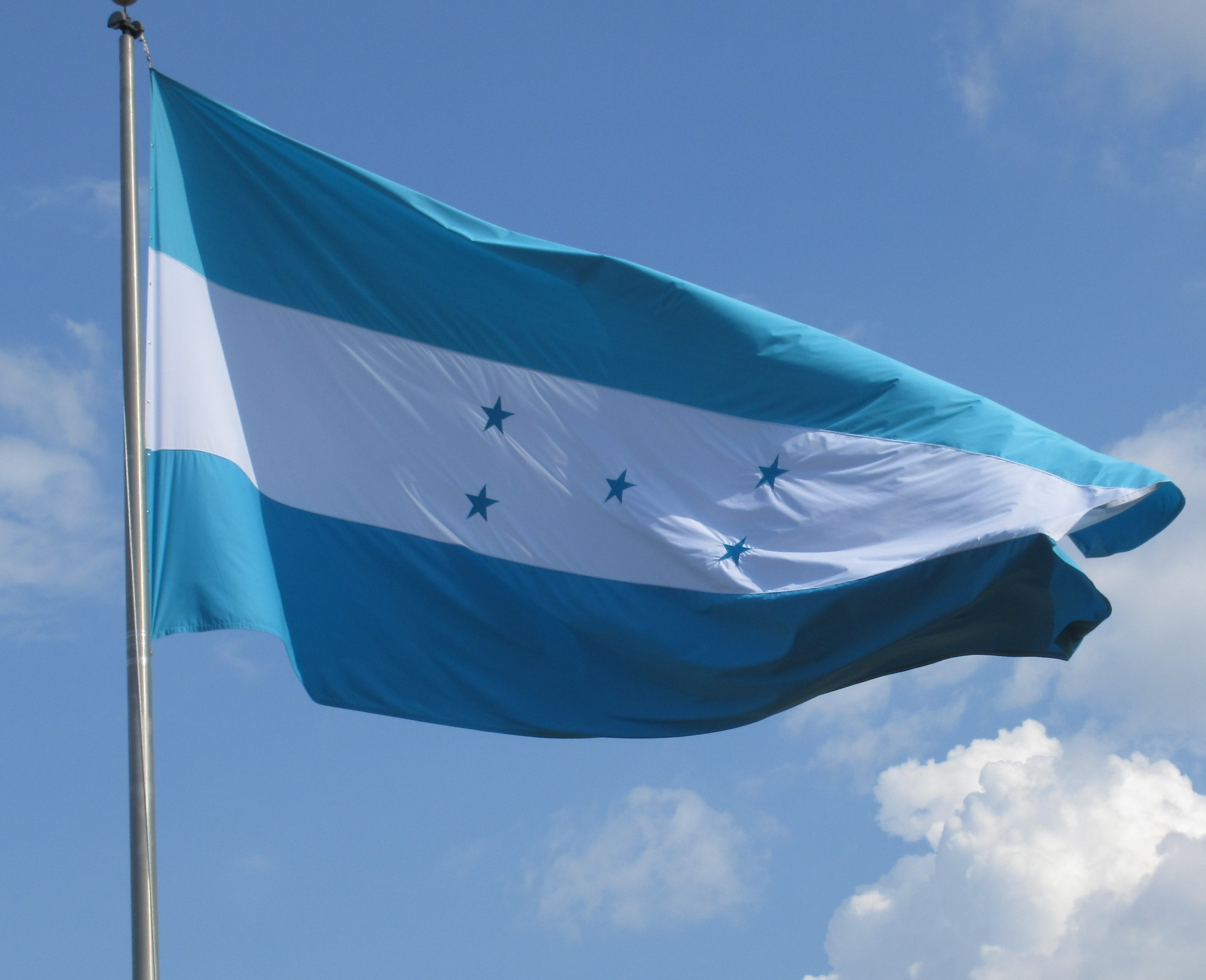
Bandera de Honduras ondeando.

A pesar de que la descripción oficial de la bandera indica que la misma es azul «turquesa», en la práctica la misma es confeccionada con muchos matices de azul, la gran mayoría de ellos en una tonalidad oscura como azul cobalto, azul marino o turquí. Para el historiador José Carlos Cardona, la tradición de representar a la bandera con esta tonalidad se institucionalizó durante la presidencia de Vicente Mejía Colindres (1929-1933) y se consolidó durante el mandato de Tiburcio Carías Andino (1933-1949), de modo que al oficializarse el color turquesa en 1949, este no pudo popularizarse.

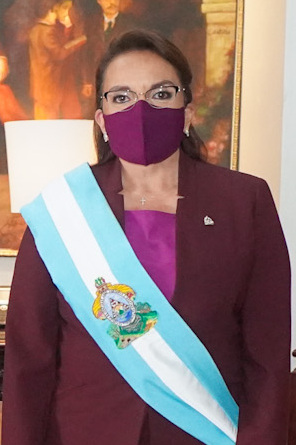
La presidenta Xiomara Castro con la mascarilla portando de manera inédita la banda presidencial en azul turquesa.

En septiembre de 2018, una diputada propuso cambiar el color de la bandera por azul maya —posiblemente en referencia a la civilización maya que ocupó parte del territorio nacional—. Su color web en código hexadecimal sería: #73C2FB. En septiembre de 2020, la UNAH institucionalizó el uso del color azul de código hexadecimal #00BCE4 para representar la bandera mientras no se oficializase un tono por parte del gobierno nacional. El 4 de enero de 2022 las Fuerzas Armadas de Honduras anunciaron un cambio a partir de ese mes en sus monogramas, uniformes y logos, para representar la bandera nacional en azul turquesa. El anuncio se dio poco después de que la presidenta electa, Xiomara Castro, anunciase también el uso de la bandera en ese tono de azul. Cabe mencionar que «azul turquesa» puede comprender un rango de tonos azules, muchos de ellos con un tono verdoso. El tono usado por el Estado de Honduras se muestra a continuación.

Distintas representaciones de la bandera
En el sitio web de la Presidencia (Administración 2014-2022).
Bandera en «azul maya» a propuesta de la diputada María Luisa Borjas.
Bandera en «azul turquesa», según la definición Pantone de ese color.[10]
Bandera usada por el Estado de Honduras.